# Popol Vuh

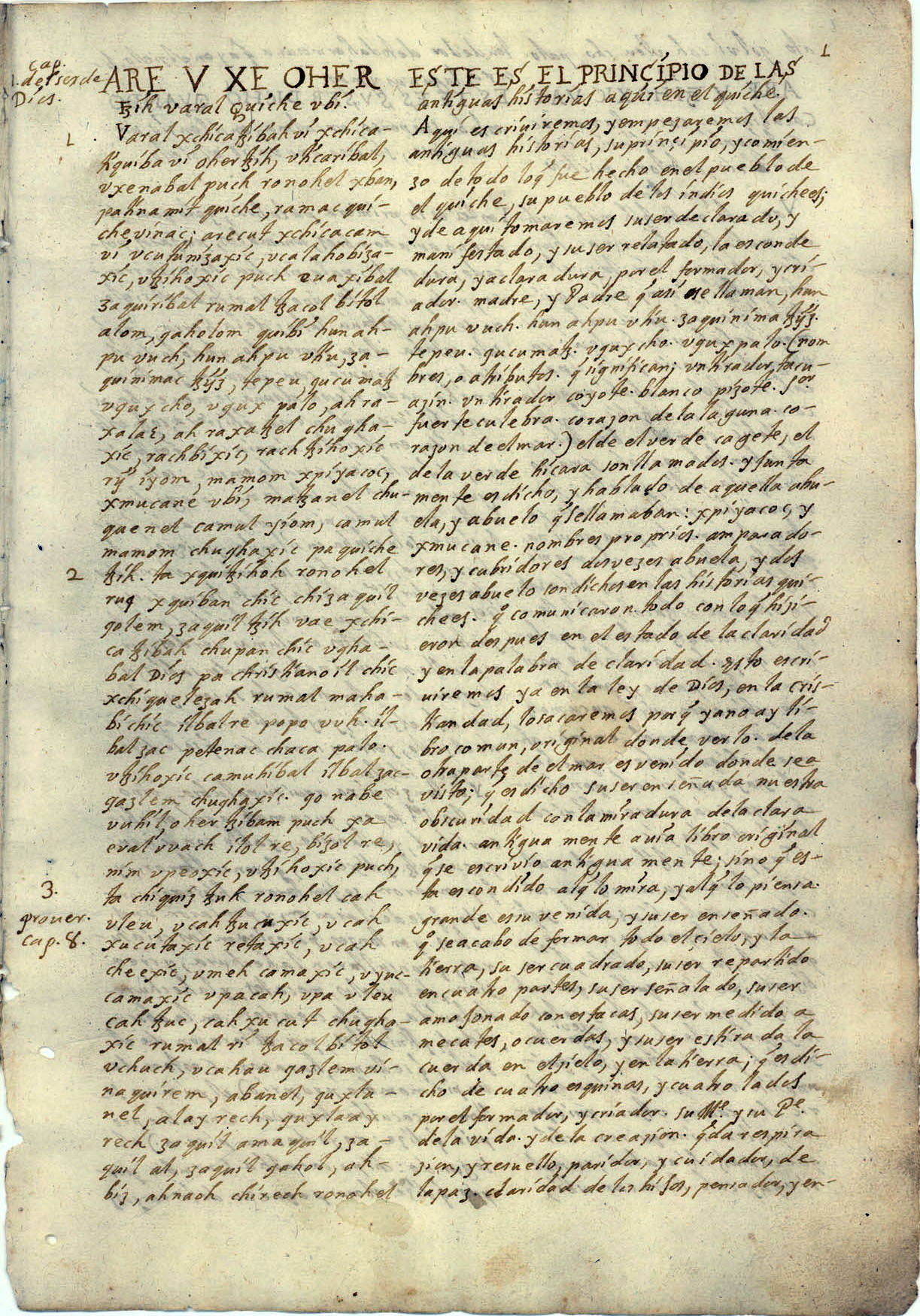
Cea mai veche versiune scrisă a Popol Vuh (ms. c.1701 de Francisco Ximénez, O.P.), prima pagină a manuscrisului aflat la Biblioteca Newberry, Chicago, Colecția Ayer

Popol Vuh (Popol-Vuh sau Pop Wuh), literal Cartea Sfatului sau Cartea Comunității, este documentul cel mai important de care se dispune referitor la miturile civilizației maya, fiind cel mai vechi mit Maya care s-a păstrat în totalitate. Popol Vuh a fost scris de un indian necunoscut din Guatemala imediat după cucerirea spaniolă a Americii Centrale, dar se bazează pe tradiții nescrise mult mai vechi.
Popol Vuh este o cronică a regilor și a luptelor purtate între aceștia sau cu vecinii lor. Tema sa mitologică principală este efortul continuu al zeităților din America pre-columbiană de a crea o ființă umană evoluată care să aibă capacitatea de a-și cunoaște și a-și venera creatorul. Eroii Gemeni, Hun-Ahpu („Vânătorul”) și Xbalanque („Pruncul jaguar”) sunt figurile centrale din această narațiune. 

## Citate
„Partea 1, Cap. 1 Totul era în suspans, totul era calm și liniște, toate erau nemișcate precum și întinderea cerului era goală. Acesta este prima narațiune. Nu era niciun bărbat, niciun animal, păsări, pești, crabi, copaci, pietre, peșteri, bovine, ierburi sau păduri; acolo era doar cerul. Suprafața pământului încă nu apăruse. Era doar o mare liniștită și întinderea imensă a cerului. Nu era nimic adus împreună, nimic care să facă vreun zgomot, nimic mișcător sau tremurător, nimeni nu era ca să facă zgomot în cer.
Nimic nu era în picioare; doar apa calmă, marea plată, singură și liniștită. Nimic nu exista. Era doar nemișcare și liniște în întuneric, în noapte. Numai Creatorul, Făuritorul, Tepeu, Gucumatz, Strămoșii, erau în apă înconjurați de lumină. Ei erau ascunși sub pene verzi și albastre și de aceea s-au numit Gucumatz. Prin natura lor aceștia erau cei mai mari înțelepți și cei mai mari gânditori. Prin ei cerul exista și, de asemenea, inima lui Alom, literalmente, este cea care a conceput și a dat naștere, și Qaholom, cel care naște copii. În scopul de a ușura înțelegerea textului cei doi termeni Alom și Qaholom sunt traduși ca fiind „Strămoșii”.”